# Кожелух, Леопольд
Леопольд Кожелух (правильнее было бы Кожелуг, чеш. Leopold Koželuh, имя при рождении Ян Антонин, чеш. Jan Antonín; 26 июня 1747, Вельвари — 7 мая 1818) — чешский композитор. Двоюродный брат и ученик Яна Антонина Кожелуха, которого с ним нередко путают, хотя во избежание такой путаницы младший Кожелух в 1774 году официально изменил имя, перекрестившись Леопольдом. В дальнейшем также учился игре на клавире у Франтишека Душека.

## Биография
Леопольд Кожелух с 1778 года работал в Вене, первоначально как автор балетов. Был также домашним учителем музыки эрцгерцогини Елизаветы (дочери Марии Терезии). После отставки Моцарта с поста придворного композитора архиепископа Зальцбурга был приглашён ему на смену, однако отказался, частным образом намекнув, что там, где не смогли удержать такого музыканта, как его предшественник, и ему нет смысла рассчитывать на уважительное отношение. Впрочем, Кожелуху всё-таки суждено было стать преемником Моцарта: в 1792 году он сменил его в должности придворного композитора в Праге, получив при этом отсутствовавшее у Моцарта звание камеркапельмейстера и вдвое бо́льшее жалование.
Сочинения Кожелуха — опера «Густав Ваза» (1792), оратория «Моисей в Египте», 30 симфоний, многочисленные концерты (только клавирных 22, не считая экзотического Концерта для фортепиано в четыре руки с оркестром), камерная музыка — пользовались большим успехом на рубеже XVIII—XIX вв.
Дочь Кожелуха — пианистка и композитор Катарина Чиббини.

## Интересные факты
Хорошо известно, что Людвиг ван Бетховен называл Кожелуха «жалким» (лат. miserabilis). Менее известен контекст этого высказывания: в письме к шотландскому музыкальному издателю Джорджу Томпсону Бетховен требует, чтобы гонорар за публикацию его песен превосходил гонорар Кожелуха, поскольку он считает, что значительно превосходит в этом жанре Кожелуха(Жалкого).